# Juan Carlos Ortiz
Juan Carlos Ortiz es el presidente de DDB Latina, Director Creativo de DDB Américas y el autor del libro Cortos.

## Primeros años
Luego de finalizar el colegio secundario, Ortiz asistió a la escuela de cine en Cuba y se graduó de la Universidad Javeriana de Bogotá en 1992.

## Cortos
En el 2011 Ortiz publicó el libro de relatos cortos Cortos, que escribió entre 2009-2010 durante vuelos de negocios usando únicamente un teléfono. La Revista Forbes describió a Cortos como un libro postmodernista. También colabora con la revista Soho y el periódico El Espectador.

## Carrera
Ortiz entró a la industria de la publicidad mientras trabajaba para Leo Burnett en Colombia, comenzando como asistente publicitario y alcanzando finalmente el puesto de gerente general. En el 2000, Ortiz realizó un comercial para el gobierno colombiano, en el que un drogadicto ve caspa en el hombro de otro pasajero de autobús y trata de aspirarla para obtener su dosis de droga. Luego de lanzado el comercial, Ortiz fue galardonado con el León de Oro del Festival de Publicidad de Cannes. En el 2004, fue transferido a Chicago para asumir la función de Director Creativo Global de Procter & Gamble. En el 2005 asumió la función de presidente en la división para Latinoamérica. Ortiz llegó a convertirse en copresidente de la división norteamericana de la compañía en el 2006. En el 2008, Ortiz fue contratado por DDB Worldwide Communications Group, parte del  grupo Omnicom, para liderar las operaciones en Latinoamérica, España y el mercado hispano en Estados Unidos. En el 2014 se convirtió en el Responsable del Consejo Creativo de DDB Américas, mientras continúa como Presidente de DDB Latina.

## Reconocimientos
Ortiz fue el primer colombiano en ganar un León de Oro y es el único latinoamericano en ser nombrado miembro del American Advertising Federation Hall of Fame. En el 2012, Ortiz fue retratado en el libro Historias de Gigantes de Virginia Mayer.